# Sylvain Armand
Sylvain Armand (Saint-Étienne, 1 d'agost de 1980) és un futbolista francès que fou professional del 1999 al 2017.
El 1994 va començar jugant en les categories inferiors de l'AS Saint-Étienne. Va marxar al Clermont Foot el 1999, on va debutar professionalment. El 2000, canvia de club, marxa cap al FC Nantes Atlantique, amb qui guanya la Ligue 1 de 2001. Ell i el seu company del Nantes Mario Yepes marxen junts al Paris Saint-Germain el 2004. Amb el Paris Saint Germain guanya la Coupe de France del 2006 Jugava de lateral dret al Stade rennais a la Ligue 1 del 2013 al 2017.